# Cantonul Saint-Aulaye
Cantonul Saint-Aulaye este un canton din arondismentul Périgueux, departamentul Dordogne, regiunea Aquitania, Franța.

## Comune
| Comune                    | Populație (1999) | Cod poștal | Cod INSEE |
| ------------------------- | ---------------- | ---------- | --------- |
| Chenaud                   | 321              | 24410      | 24118     |
| Festalemps                | 260              | 24410      | 24178     |
| La Jemaye                 | 111              | 24410      | 24216     |
| Parcoul                   | 375              | 24410      | 24316     |
| Ponteyraud                | 53               | 24410      | 24333     |
| Puymangou                 | 95               | 24410      | 24343     |
| La Roche-Chalais          | 2.898            | 24490      | 24354     |
| Saint-Antoine-Cumond      | 379              | 24410      | 24368     |
| Saint-Aulaye              | 1.361            | 24410      | 24376     |
| Saint-Privat-des-Prés     | 577              | 24410      | 24490     |
| Saint-Vincent-Jalmoutiers | 247              | 24410      | 24511     |
| Servanches                | 85               | 24410      | 24533     |